# Sličnost (geometrija)
Dva geometrijska objekta se nazivaju sličnim ako imaju isti oblik, ili jedan ima isti oblik kao lik u ogledalu drugog. Preciznije, jedan se može dobiti od drugog ravnomernim skaliranjem (uvećavanjem ili smanjivanjem), i po potrebi sa dodatnom translacijom, rotacijom i refleksijom. To znači da se oba objekta mogu reskalirati, repozicionirati i reflektovati, tako da se tačno poklapaju s drugim objektom. Ako su dva objekta slična, svaki od njih je podudaran sa rezultatom određenog ravnomernog skaliranja drugog.
Na primer, svi krugovi su slični jedni drugima, svi kvadrati su međusobno slični, a svi jednakostranični trouglovi su međusobno slični. S druge strane, elipse nisu slične jedna drugoj, pravougaonici nisu svi međusobno slični, a jednakokraki trouglovi nisu svi slični jedan drugom.
Ako dva ugla trougla imaju mere jednake merama dva ugla drugog trougla, onda su trouglovi slični. Odgovarajuće strane sličnih poligona su proporcionalne, a odgovarajući uglovi sličnih poligona imaju istu meru.
U ovom članku se pretpostavlja da skaliranje može imati faktor skale od 1, tako da su svi podudarni oblici takođe slični, mada neki školski udžbenici eksplicitno isključuju kongruentne trouglove iz njihove definicije sličnih trouglova insistirajući da se veličine moraju razlikovati, ako su trouglovi kvalifikuju kao slični.

## Slični trouglovi
U geometriji dva trougla, △ABC i △A′B′C′, su slična ako i samo ako korespondirajući uglovi imaju istu meru: to znači da su slični ako i samo ako su dužine odgovarajućih strana proporcionalne. Može se pokazati da su dva trougla koja imaju kongruentne uglove (jednakougaoni trouglovi) slični, odnosno može se dokazati da su odgovarajuće strane proporcionalne. To je poznato kao AAA teorema sličnosti. Neophodno je napomenuti da je „AAA” mnemonička konstrukcija: svako od tri „A” odnosi se na jedan ugao. Usled ove teoreme, nekoliko autora pojednostavljuje definiciju sličnih trouglova da bi se samo zahtevalo da su odgovarajuća tri ugla kongruentna.
Postoji nekoliko tvrdnji od kojih je svaka neophodna i dovoljna da bi dva trougla bila slična:
- Trouglovi imaju dva kongruentna ugla,[4] koji u euklidskoj geometriji podrazumevaju da su svi njihovi uglovi kongruentni.[5] Drugim rečima:

Ako je ∠BAC jednake mere sa ∠B′A′C′, i ∠ABC jednake mere sa ∠A′B′C′, onda se iz toga podrazumeva da je ∠ACB jednake mere ∠A′C′B′ i da su trouglovi slični.
- Sve korespondirajuće strane imaju dužine istog odnosa:[6]

AB/A′B′ = BC/B′C′ = AC/A′C′. Ovo je ekvivalentno tvrdnji da je jedan trougao (ili njegov odraz u ogledlu) uvećanje drugog.
- Dve strane imaju dužine istog odnosa, i uglovi između ovih strana imaju istu meru.[7] Na primer:

AB/A′B′ = BC/B′C′ i ∠ABC ima istu meru sa ∠A′B′C′.
Ovo je poznato kao SAS kriterijum sličnosti. „SAS” je mnemonička konstrukcija: svaki od dva „S” se odnosi na stranicu (engl. side), dok se „A” odnosi na ugao (engl. angle) između stranica.
Kad su dva trougla △ABC i △A′B′C′ slična, piše se‍:p. 22
△ABC ∼ △A′B′C′.
Postoji nekoliko elementarnih rezultata koji se tiču sličnih trouglova u euklidskoj geometriji:
- Svaka dva jednakostranična trougla su slična.
- Dva trougla, oba slična trećem trouglu, su međusobno slična (tranzitivnost sličnosti trouglova).
- Korespondirajuće visine sličnih trouglova imaju isti odnos kao i odgovarajuće strane.
- Dva pravougaona trougla su slična ako hipotenuza i jedna druga strana imaju dužine u istom odnosu.[12]

Polazeći od trougla △ABC i linijskog segmenta DE, može se pomoću lenjira i šestara pronaći tačka F takva da je △ABC ∼ △DEF. Tvrdnja da tačka F zadovoljava ovaj uslov postoji kao Valisov postulat i logički je ekvivalentna Euklidovom postulatu paralelnosti. U hiperboličkoj geometriji (gde je Valisov postulat ne važi) slični trouglovi su kongurentni.
U aksiomatskom tretmanu euklidske geometrije koji je dao G.D. Birkof (pogledajte Birkofove aksiome), SAS kriterijum sličnosti naveden gore je korišten da se zameni Euklidov postulat paralelnosti i SAS aksiom, što je omogućilo dramatično skraćivanje Hilbertovih aksioma.
Slični trouglovi pružaju osnovu za mnoge sintetičke (bez upotrebe koordinata) dokaze u euklidskoj geometriji. Među elementarnim rezultatima koji se mogu dokazati na ovaj način su: teorema ugaone simetrale, teorema geometrijske sredine, Čevova teorema, Menelajeva teorema i Pitagorina teorema. Slični trouglovi takođe pružaju osvno za trigonometriju pravog trougla.

## U euklidskom prostoru
Sličnost (koja se naziva i transformacija sličnosti ili upoređenje) euklidskog prostora je bijekcija f iz prostora na sebe koja množi sve udaljenosti sa istim pozitivnim realnim brojem r, tako da za bilo koje dve tačke x i y postoji
{\displaystyle d(f(x),f(y))=r\,d(x,y),\,}
gde je „d(x,y)” euklidsko rastojanje od x do y. Skalar r ima mnogo imena u literaturi uključujući; odnos sličnosti, faktor rastezanja i koeficijent sličnosti. Kada je r = 1, sličnost se naziva izometrija (rigidna transformacija). Dva skupa se nazivaju sličnima ako je jedan slika drugog pod sličnošću.
Kao mapa f : ℝn → ℝn, sličnost odnosa r ima oblik
{\displaystyle f(x)=rAx+t,}
gde je A ∈ On(ℝ) jedna n × n ortogonalna matrica i t ∈ ℝn je translacioni vektor.
Sličnosti čuvaju ravni, prave, perpendikularnost, paralelizam, sredine, nejednakosti između rastojanja i segmenata pravca. Sličnosti čuvaju uglove, ali ne čuvaju nužno orijentaciju, direktne sličnosti čuvaju orijentaciju, a suprotne sličnosti je menjaju.
Sličnosti euklidskog prostora čine grupu pod operacijom kompozicije koja se naziva grupa sličnosti S. Direktne sličnosti formiraju normalnu podgrupu od S i euklidska grupa E(n) izometrija takođe formira normalnu podgrupu. Grupa sličnosti S je sama po sebi podgrupa afine grupe, tako da je svaka sličnost afina transformacija.
Euklidska ravan se može posmatrati kao kompleksna ravan, odnosno kao dvodimenzionalni prostor nad realnim. 2D transformacije sličnosti se tada mogu izraziti u kontekstu kompleksne aritmetike i date su sa f(z) = az + b (direktne sličnosti) i f(z) = az + b (suprotne sličnosti), gde su a i b kompleksni brojevi, a ≠ 0. Kada je |a| = 1, ove sličnosti su izometrije.

## Literatura
- Henderson, David W.; Taimina, Daina (2005), Experiencing Geometry/Euclidean and Non-Euclidean with History (3rd изд.), Pearson Prentice-Hall, ISBN 978-0-13-143748-7
- Jacobs, Harold R. (1974), Geometry, W.H. Freeman and Co., ISBN 0-7167-0456-0
- Pedoe, Dan (1988), Geometry/A Comprehensive Course, Dover, ISBN 0-486-65812-0 Непознати параметар |orig-date= игнорисан (помоћ)
- Sibley, Thomas Q. (1998), The Geometric Viewpoint/A Survey of Geometries, Addison-Wesley, ISBN 978-0-201-87450-1
- Smart, James R. (1998), Modern Geometries (5th изд.), Brooks/Cole, ISBN 0-534-35188-3
- Stahl, Saul (2003), Geometry/From Euclid to Knots, Prentice-Hall, ISBN 978-0-13-032927-1
- Venema, Gerard A. (2006), Foundations of Geometry, Pearson Prentice-Hall, ISBN 978-0-13-143700-5
- Yale, Paul B. (1968), Geometry and Symmetry, Holden-Day
- Judith N. Cederberg (1989, 2001) „3.12 Similarity Transformations”. A Course in Modern Geometries. Springer. 2001. стр. 183–9. ISBN 0-387-98972-2.
- H.S.M. Coxeter (1961,9) Introduction to Geometry, §5 Similarity in the Euclidean Plane, pp. 67–76, §7 Isometry and Similarity in Euclidean Space, pp. 96–104, John Wiley & Sons.
- Günter Ewald (1971). Geometry: An Introduction. Wadsworth Publishing. стр. 106, 181..
- George E. Martin (1982). „13 Similarities in the PlaneSpringer”. Transformation Geometry: An Introduction to Symmetry. стр. 136–46. ISBN 0-387-90636-3..
- Boyer, Carl B. (2004) [1956], History of Analytic Geometry, Dover, ISBN 978-0-486-43832-0
- Greenberg, Marvin Jay (1974), Euclidean and Non-Euclidean Geometries/Development and History, San Francisco: W.H. Freeman, ISBN 0-7167-0454-4
- Halsted, G. B.  Elementary Synthetic Geometry. 1896. via Internet Archive
- Halsted, George Bruce Synthetic Projective Geometry. 1906., via Internet Archive.
- Hilbert & Cohn-Vossen, Geometry and the imagination.
- Klein, Felix (1948), Elementary Mathematics from an Advanced Standpoint/Geometry, New York: Dover
- Mlodinow, Leonard (2001), Euclid's Window/The Story of Geometry from Parallel Lines to Hyperspace, New York: The Free Press, ISBN 0-684-86523-8
- Heath, Thomas L. (1956). The Thirteen Books of Euclid's Elements (2nd изд.). New York: Dover Publications.
- Russell, John Wellesley (1905). „Ch. 1 §6 "Menelaus' Theorem"”. Pure Geometry. Clarendon Press.